# Edith Zimmermann
Edith Zimmermann, avstrijska alpska smučarka, * 1. november 1941, Lech am Arlberg.
Svoj največji uspeh kariere je dosegla na Olimpijskih igrah 1964, ko je osvojila srebrno medaljo v smuku ter peto mesto v slalomu in šesto v veleslalomu, olimpijske tekme so štele tudi za svetovno prvenstvo. Ob tem je osvojila še bronasto medaljo v neolimpijski kombinaciji. Leta 1965 je osvojila naslov avstrijske državne prvakinje v slalomu in kombinaciji.